# Кун, Франц Феликс Адальберт
Франц Феликс Адальберт Кун (нем. Franz Felix Adalbert Kuhn; 19 ноября 1812, Кёнигсберг-ин-дер-Ноймарк, Пруссия, — 5 мая 1881, Берлин, Германия) — немецкий лингвист и историк, отец буддолога Эрнста Куна (1846-1920).
В своём сочинении: «Zur ältesten Geschichte der indogerman. Völker» (Берлин, 1845) Кун впервые предложил гипотезу об индогерманском пранароде. Кун считается основателем науки сравнительной мифологии. Его монография: «Die Herabkunft des Feuers und des Göttertranks» (Берлин, 1859; его новое издание было опубликовано под названием «Mytholog. Studien» 1887) — образец исследований этого рода. Особенно ценны работы Куна по германской мифологии; из них отдельно изданы «Märk. Sagen und Märchen» (1843); «Norddeutsche Sagen, Gebräuche u. Märchen» (вместе с Шварцем, 1848), «Sagen, Märchen und Gebräuche aus Westfalen» (1859).
Вместе с Теодором Ауфрехтом Кун основал: «Zeitschrift für vergleichende Sprachforschung», где было помещено много весьма ценных его статей.
Франц Феликс Адальберт Кун был избран членом-корреспондентом Петербургской академии наук.